# Brazylia na Zimowych Igrzyskach Olimpijskich Młodzieży 2012
Brazylię na Zimowych Igrzyskach Olimpijskich Młodzieży 2012, które odbywały się w Innsbrucku reprezentowało 2 zawodników.

## Skład reprezentacji Brazylii

### Narciarstwo alpejskie
Chłopcy
| Zawodnik      | Konkurencja   | Wyniki  | Wyniki  | Wyniki  | Wyniki  |
| Zawodnik      | Konkurencja   | Runda 1 | Runda 2 | Razem   | Miejsce |
| ------------- | ------------- | ------- | ------- | ------- | ------- |
| Tobias Macedo | Slalom        | 56.45   | 49.14   | 1:45.59 | 33.     |
| Tobias Macedo | Slalom gigant | 1:06.51 | 1:01.06 | 2:07.57 | 32.     |

Dziewczęta
| Zawodnik    | Konkurencja   | Wyniki  | Wyniki            | Wyniki            | Wyniki            |
| Zawodnik    | Konkurencja   | Runda 1 | Runda 2           | Razem             | Miejsce           |
| ----------- | ------------- | ------- | ----------------- | ----------------- | ----------------- |
| Eliza Nobre | Slalom        | 59.91   | Zdyskwalifikowana | Zdyskwalifikowana | Zdyskwalifikowana |
| Eliza Nobre | Slalom gigant | 1:10.76 | 1:13.54           | 2:24.30           | 42.               |